# Hořice
Hořice (německy Horschitz) jsou město v okrese Jičín v Královéhradeckém kraji. Leží asi 23 kilometrů jihovýchodně od Jičína a 25 kilometrů severozápadně od Hradce Králové. Město je známé především výrobou hořických trubiček, nejstarší sochařsko-kamenickou školou v Evropě a každoročně pořádaným motocyklovým závodům 300 zatáček Gustava Havla. Žije zde přibližně 8 500 obyvatel. Podle názvu katastrálního území a železniční stanice se město často označuje jako Hořice v Podkrkonoší.

## Historie
Území města bylo osídleno již od pravěku, jak dokládají archeologické nálezy ze starší doby kamenné.
První písemná zmínka o Hořicích pochází z roku 1143, kdy jsou Hořice zmíněny v zakládací listině Strahovského kláštera, v roce 1365 jsou již Hořice doloženy jako městečko.
V době husitských válek v dubnu 1423 byla u Hořic (na vrchu Gothard 357 m) svedena bitva, kdy proti sobě stáli Jan Žižka se svým orebitským vojskem a Čeněk z Vartemberka s panskou jednotou. Žižkovo vojsko vyhrálo.
V 15. století patřily Hořice pánům ze Smiřic a v té době nastává hospodářský vzestup města. Po bitvě na Bílé hoře získal Hořice Albrecht z Valdštejna a po jeho zavraždění v roce 1634 získal Hořice za své zásluhy v bojích s Turky Jakub Strozzi. Jeho syn Petr Strozzi odkázal výnosy z panství Hořice na zřízení nadace pro vojenské invalidy. Tuto nadaci spravoval pražský arcibiskup a z rozhodnutí císaře Karla VI. byla Invalidovna nakonec postavena v Praze-Karlíně.
Pošta v obci byla založena 1. září 1787.

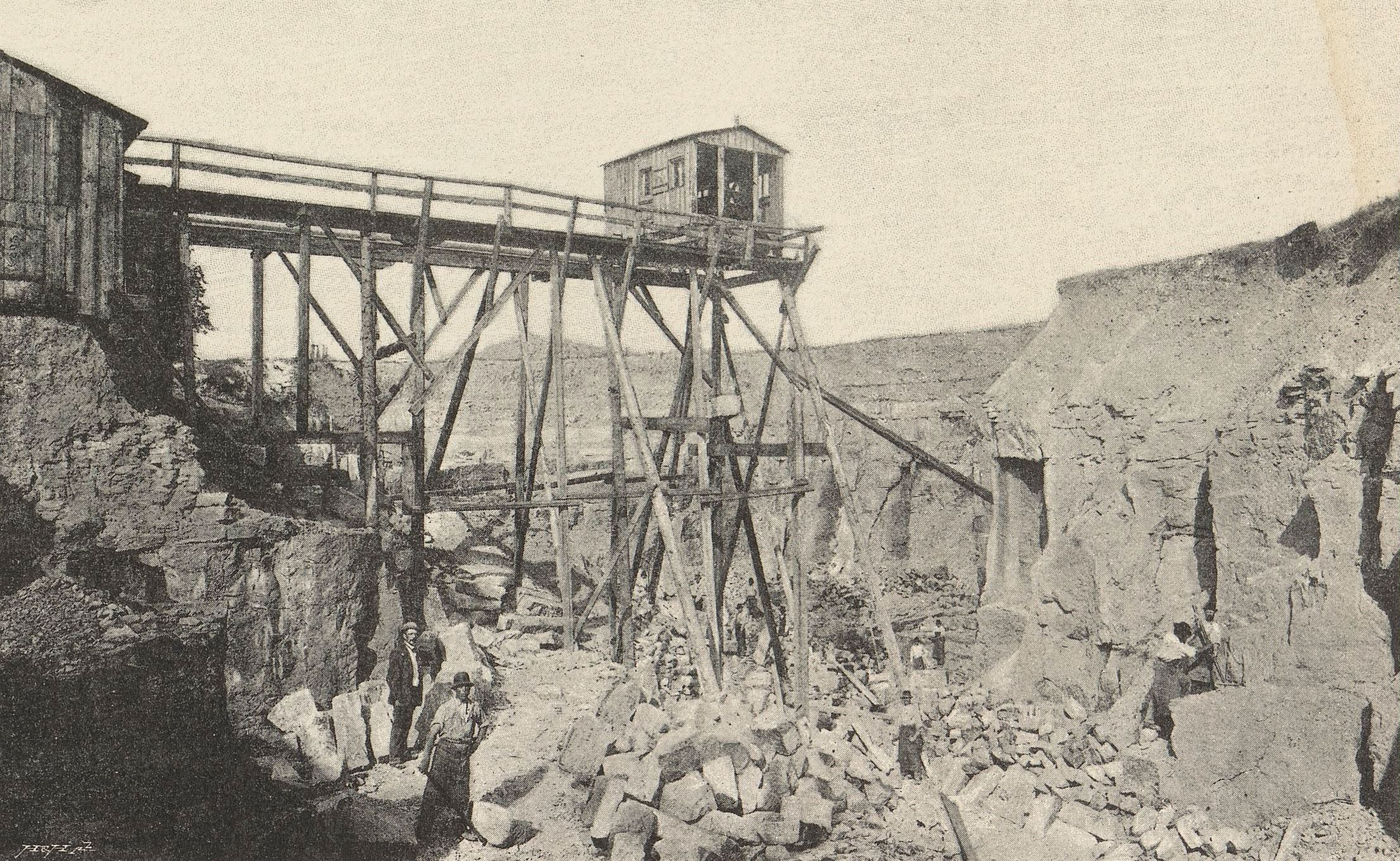
Pískovcové lomy v Hořicích kolem roku 1890

V prusko-rakouské válce byla rozhodující bitva svedena 3. července 1866 u blízké Sadové a zanechala za sebou desetitisíce mrtvých a raněných. Dokladem jsou stovky pomníčků, rozesetých po celém kraji. Hořice v té době byly nejen hlavním sídlem pruského štábu, ale i jedním velkým lazaretem, kam byly přiváženy stovky raněných, z nichž mnozí našli na zdejším gothardském hřbitově i místo posledního odpočinku.
Hořice jsou město kamene, známý je tzv. hořický pískovec. V roce 1884 byla v Hořicích založena známá odborná škola pro zpracování kamene, jíž prošla během její více než stoleté historie celá řada našich významných umělců – Mořic Černil, Ivan Jilemnický, Bohumil Kafka, Quido Kocián, Otakar Kubín, Jan Štursa, Marie Wagnerová-Kulhánková, Vladimír Preclík a mnoho jiných.
Hořice se po vzniku prvních okresů v roce 1850 přiřadily pod politický okres Hradec Králové a po vzniku první Československé republiky až do let po II. světové válce pod okres Novopacký, přičemž byly v obou případech sídlem okresu soudního. Poté se v letech 1949–1960 staly na krátkou dobu okresním městem i Hořice. Po roce 1960 se staly součástí velkého okresu Jičín.
V sobotu 10. července 1926 navštívil město první československý prezident Tomáš Garrigue Masaryk. Po slavnostním uvítání na náměstí a zápisu do pamětní knihy navštívil Sokolovnu, školu a poobědval v Hotelu Beránek. Poté se vydal na Chlum, aby si prohlédl stavbu věže samostatnosti.

## Obyvatelstvo
| Rok            | 1869          | 1880          | 1890  | 1900          | 1910          | 1921          | 1930          | 1950  | 1961  | 1970  | 1980  | 1991  | 2001  | 2011  | 2021  |
| -------------- | ------------- | ------------- | ----- | ------------- | ------------- | ------------- | ------------- | ----- | ----- | ----- | ----- | ----- | ----- | ----- | ----- |
| Počet obyvatel | 6 710 a 5 681 | 7 028 a 6 017 | 7 894 | 8 814 a 7 839 | 9 897 a 8 745 | 9 787 a 8 640 | 9 421 a 8 299 | 7 700 | 7 754 | 8 090 | 9 251 | 9 282 | 9 091 | 8 783 | 8 185 |
| Počet domů     | 759           | 794           | 791   | 952           | 1 114         | 1 230         | 1 489         | 1 673 | 1 631 | 1 674 | 1 735 | 2 124 | 2 164 | 2 256 | 2 267 |

## Městská správa

### Místní části
- Březovice
- Doubrava
- Hořice
- Chlum
- Chvalina
- Libonice
- Svatogothardská Lhota

### Městské symboly
Vlajka byla městu udělena rozhodnutím předsedy Poslanecké sněmovny Parlamentu České republiky dne 1. února 1994.

## Školy
Ve městě se nachází 4 střední školy: Střední průmyslová škola kamenická a sochařská založená v osmdesátých letech 19. století (dnes 4 obory), dále Hořické gymnázium (1 obor), Střední škola řemesel a základní škola Hořice (7 oborů) a Gymnázium, SOŠ, SOU a VOŠ Hořice (6 oborů + vyšší odborná škola). Dále zde nalezneme 3 základní školy, 4 mateřské školy a 2 základní umělecké školy.

## Pamětihodnosti
- Kostel Narození Panny Marie byl vystavěn v letech 1741–1748 podle plánů slavného barokního stavitele Kiliána Ignáce Dientzenhofera
- Mariánský sloup z roku 1824 od zdejšího sochaře Josefa Rychtery, ojedinělý klasicistní sloup se sochami svatého Petra, Pavla a Jana Evangelisty na podstavci stál původně v dolní části náměstí, byl postupně přemísťován a až roku 1866 definitivně umístěn uprostřed náměstí, v roce 1951 byl rozebrán a uložen v kamenosochařské škole, odkud byl v roce 2005 po restaurování Jiřím Novákem instalován na původní místo
- Novogotická radnice z roku 1872
- Městské muzeum a galerie Hořice[9]
- Kostel svatého Gotharda na vrchu Gothard – původně románský kostel založený strahovskými řeholníky ve 12. století byl v 18. století barokně přestavěn.
- Kaple Panny Marie Hlohové – empírová kaplička z roku 1826 na hřbetu hořického Chlumu
- Synagoga (dnes využívaná jako kostel Církve československé husitské), starý židovský hřbitov a nový židovský hřbitov
- Galerie kamenných plastik – na úbočí Gothardu je umístěna přírodní galerie kamenných plastik vzniklých během Hořických sochařských symposií pořádaných pravidelně od roku 1995.[10]
- Masarykova věž samostatnosti – rozhledna vybudovaná v letech 1926–1938 a pojmenovaná po prvním československém prezidentovi Tomáši G. Masarykovi.

## Významní rodáci
- Josef Ladislav Jandera (1776–1857), katolický kněz, teolog, profesorem matematiky, rektor UK
- Josef Uhlíř (1822–1904), středoškolský profesor a básník
- Petr Maixner (1831–1884), malíř historických výjevů
- Iacob Felix (1832–1905), rumunský lékař-hygienik
- Věnceslava Lužická (1832–1920), spisovatelka
- Josef Durdík (1837–1902), filozof
- Pavel Durdík (1843–1903), lékař, cestovatel
- Fritz Mauthner (1849–1923), německý prozaik, dramatik, lyrik a filozof
- Vladimír Srb (1856–1916), právník, politik, pražský starosta
- Václav Fuchs (1857–1911), šéfredaktor a vydavatel Světa zvířat,[11] zaměstnavatel Jaroslava Haška[12]
- Alois Adlof (1861–1927), kazatel, teolog
- Josef Pazourek (1862–1933), vysokoškolský profesor obchodních věd a rektor ČVUT
- Alois Ladislav Vymetal (1865–1918), hudební skladatel
- Karel Šťastný (1865–1935), akademický malíř
- Jaroslav Maixner (1870–1904), sochař, řezbář a medailér
- Zdeněk Matěj Kuděj (1881–1955), novinář, cestovatel a spisovatel
- Karel Vik (1883–1964), grafik, ilustrátor a malíř
- Alois Dvorský (1883–1966), herec a komik
- Irene Kirpal (1886–1977), poslankyně německých soc. demokratů
- Vojtěch Krch (1892–1966), architekt
- Helena Rudlová(1897–1965), pedagožka a spisovatelka
- Josef Matoušek (1906–1939), historik, oběť nacismu
- Marie Wagnerová-Kulhánková (1906–1983), sochařka
- Alois Jilemnický (1910–1986) , regionální historik, středoškolský profesor, novinář a spisovatel
- Jaroslav Malina (1912–1988), skladatel a kapelník
- Vlastimil Veselý (1913–2001), československý stíhací pilot francouzského a britského letectva
- Karel Knaifl (1914–1988), bojový pilot u Royal Air Force ve 2. světové válce
- Gustav Schorsch (1918–1945), herec, divadelní režisér a překladatel
- Jiří Kárnet (1920–2011), česko-americký dramatik
- František Lukeš (1921–1998), kněz, spisovatel, pedagog
- Stanislav Fišer (1931–2022), herec
- Vlastimil Šubrt (1934–2013), ekonom, spisovatel, politik
- Jaroslava Jehličková (* 1942), atletka
- Stanislav Zippe (1943–2024), výtvarník
- Ivan Jilemnický (1944–2012), sochař
- Helena Rögnerová (* 1955), politička, manažerka
- Iva Šedivá (* 1955), politička, poslankyně
- Václav Horáček (* 1956), politik
- Petr Hlavatý (1958–2017), zpěvák, pedagog a sbormistr
- Anna Čurdová (* 1962), politička
- Marcela Augustová (* 1965) , televizní novinářka, hlasatelka a moderátorka
- Zdeněk Lhota (* 1967), politik, poslanec
- Eva Francová (* 1968), sochařka, fotografka a autorka kuchařky
- Pavel Kožíšek (* 1970), iluzionista
- Tomáš Petráček (* 1972), katolický teolog
- Josef Cogan (* 1973), politik, poslanec
- Tereza z Davle (* 1975), fotografka
- Michal Divíšek (* 1976), lední hokejista
- Martin Černík (* 1976), snowboardista
- Eva Le Peutrec (* 1980), architektka
- Pavel Petřikov mladší (* 1986), judista
- Ladislav Brykner (* 1989), házenkář
- Oldřich Hajlich (* 1992), herec
- Jaroslav Břeský (* 1989), zpěvák

## Partnerská města
- Miletín, Česko
- Trstená, Slovensko

## Galerie

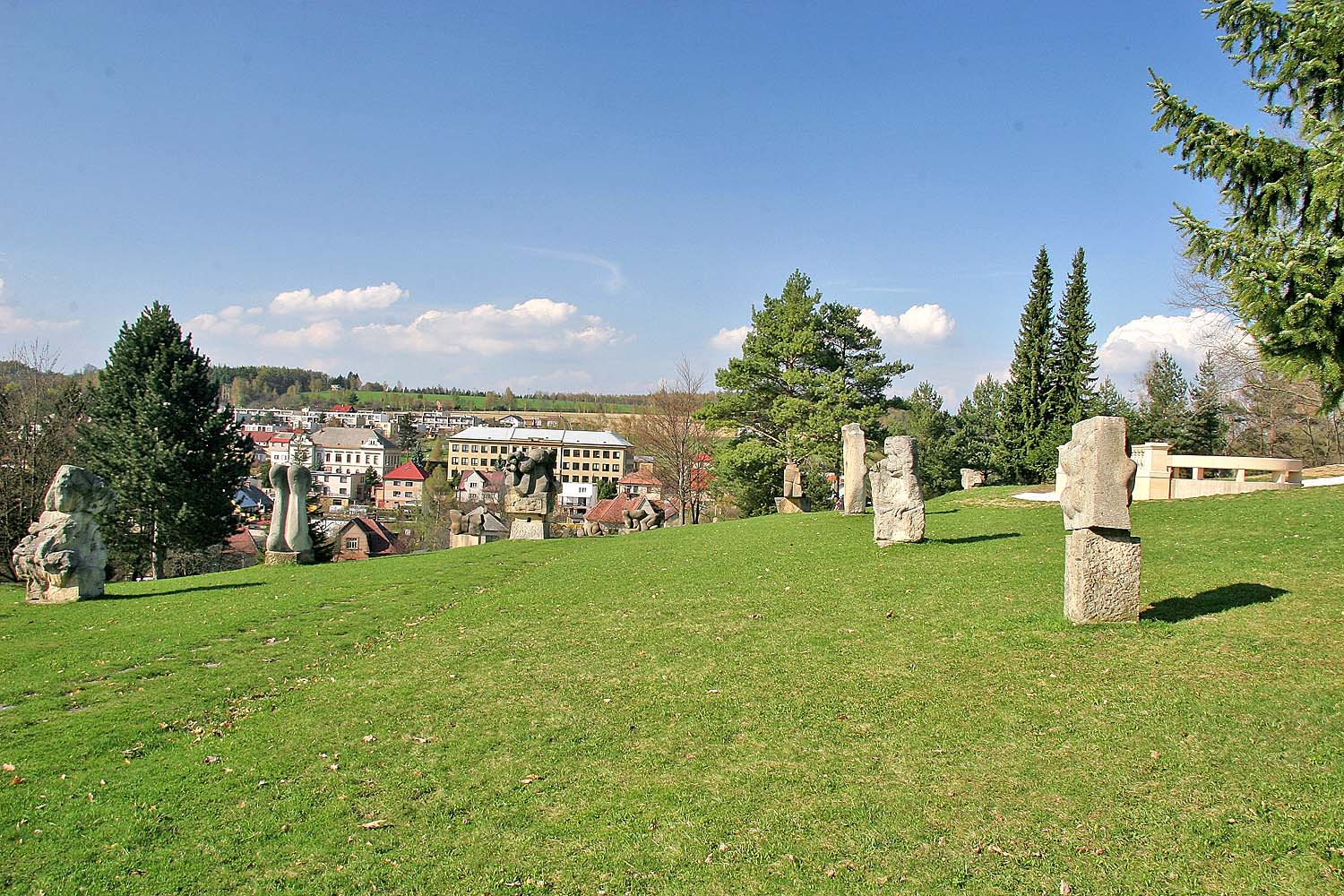
Galerie kamenných plastik na úbočí vrchu Gothard
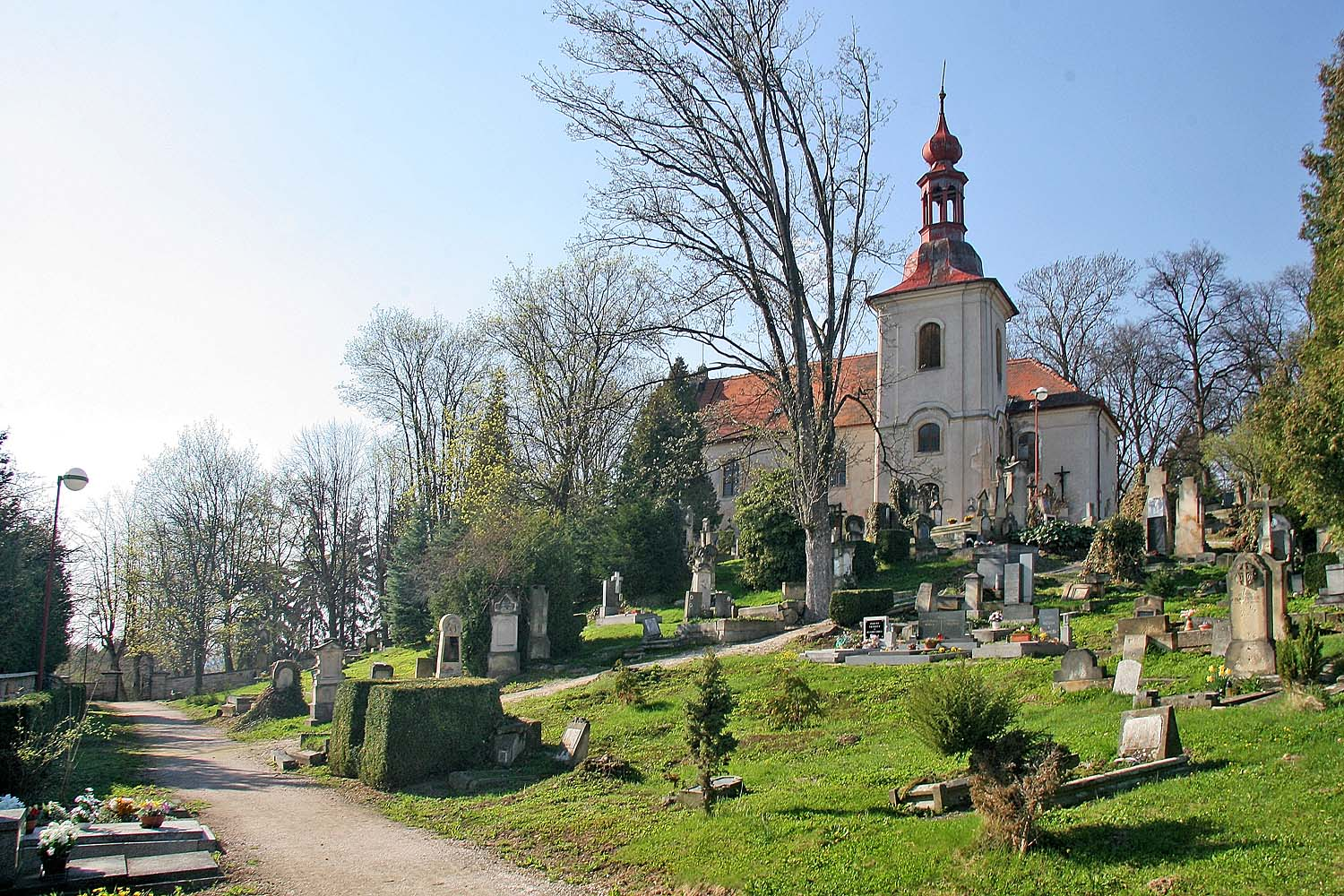
Kostelík svatého Gotharda
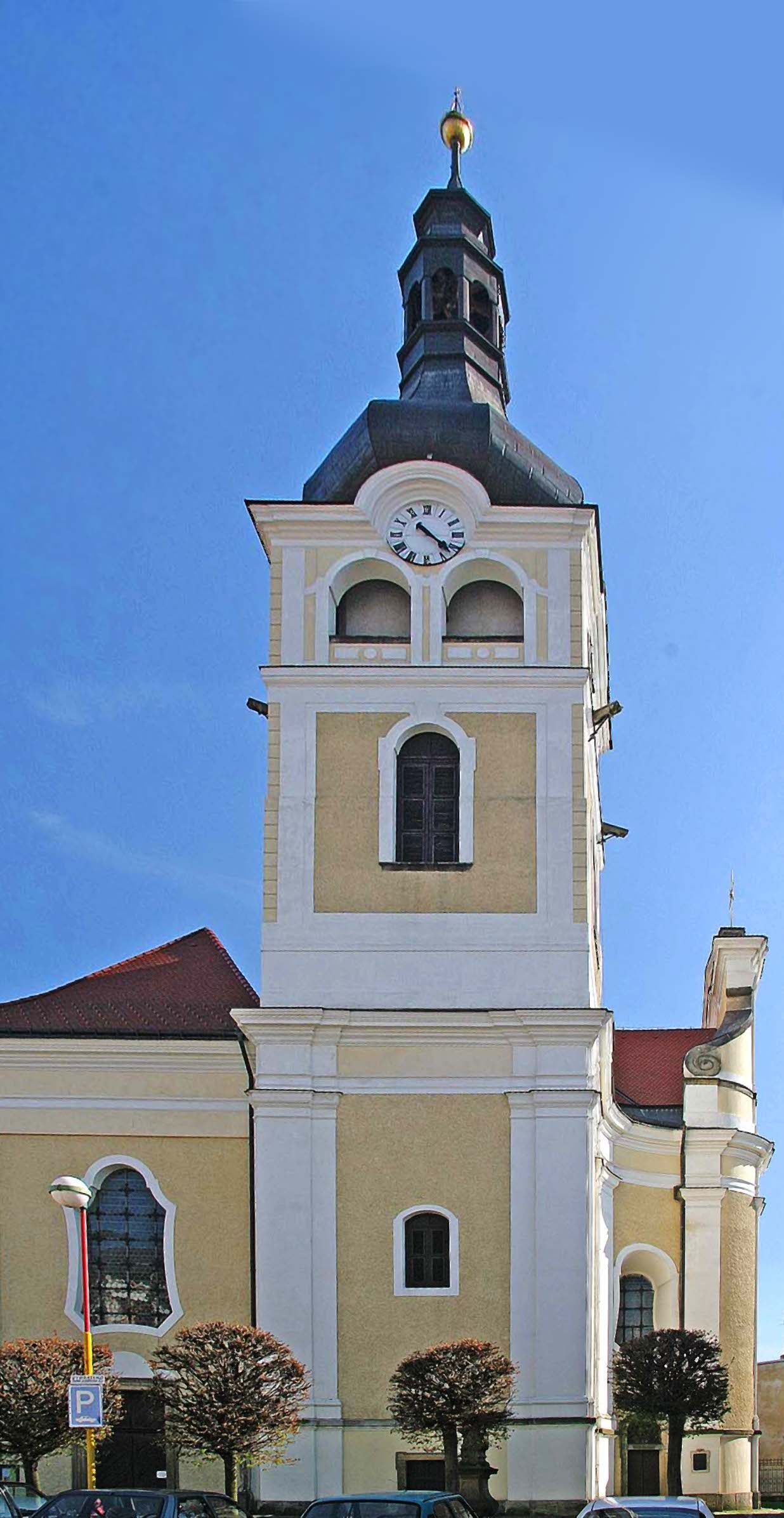
Kostel Narození Panny Marie
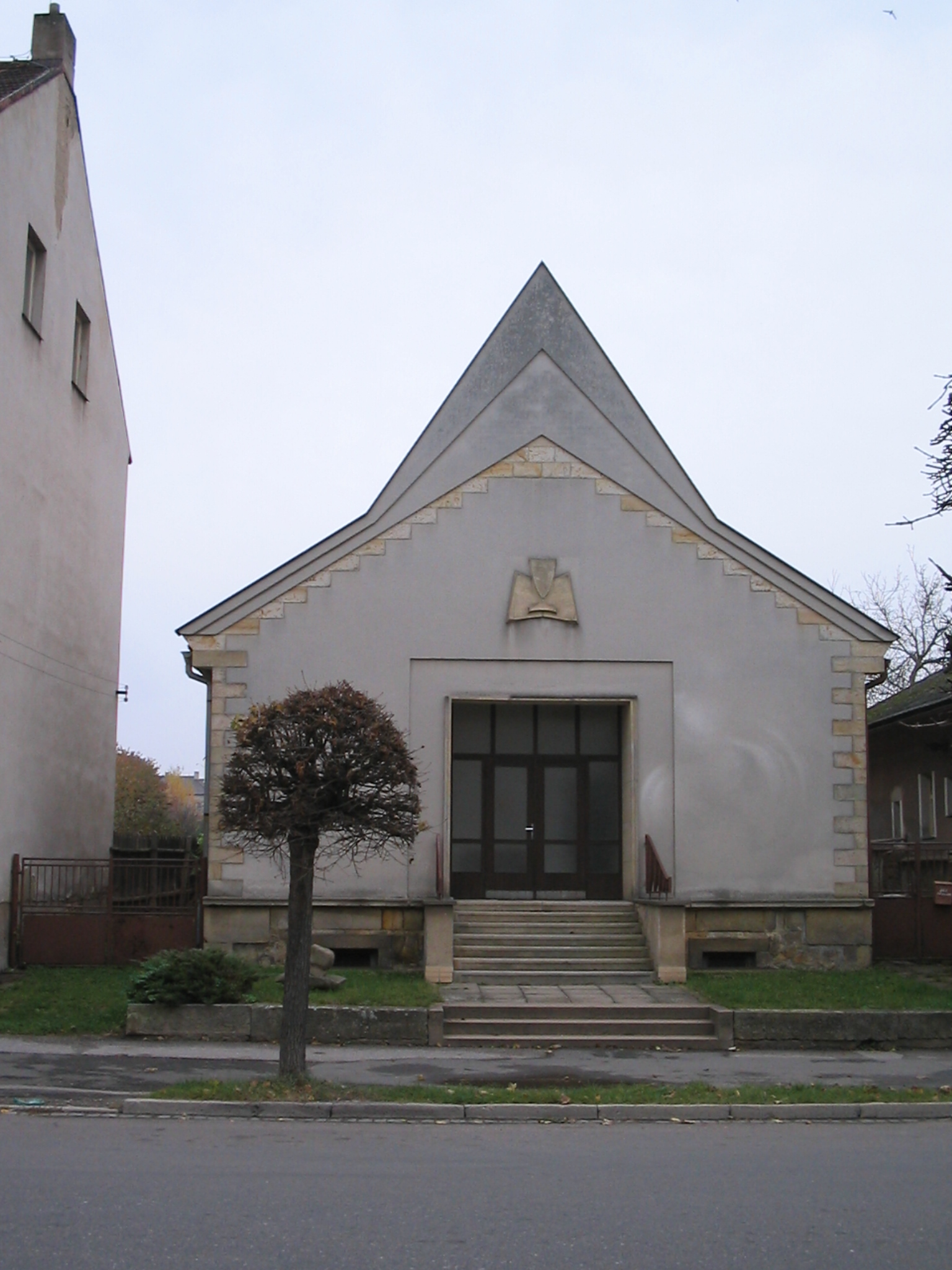
Českobratrský kostel
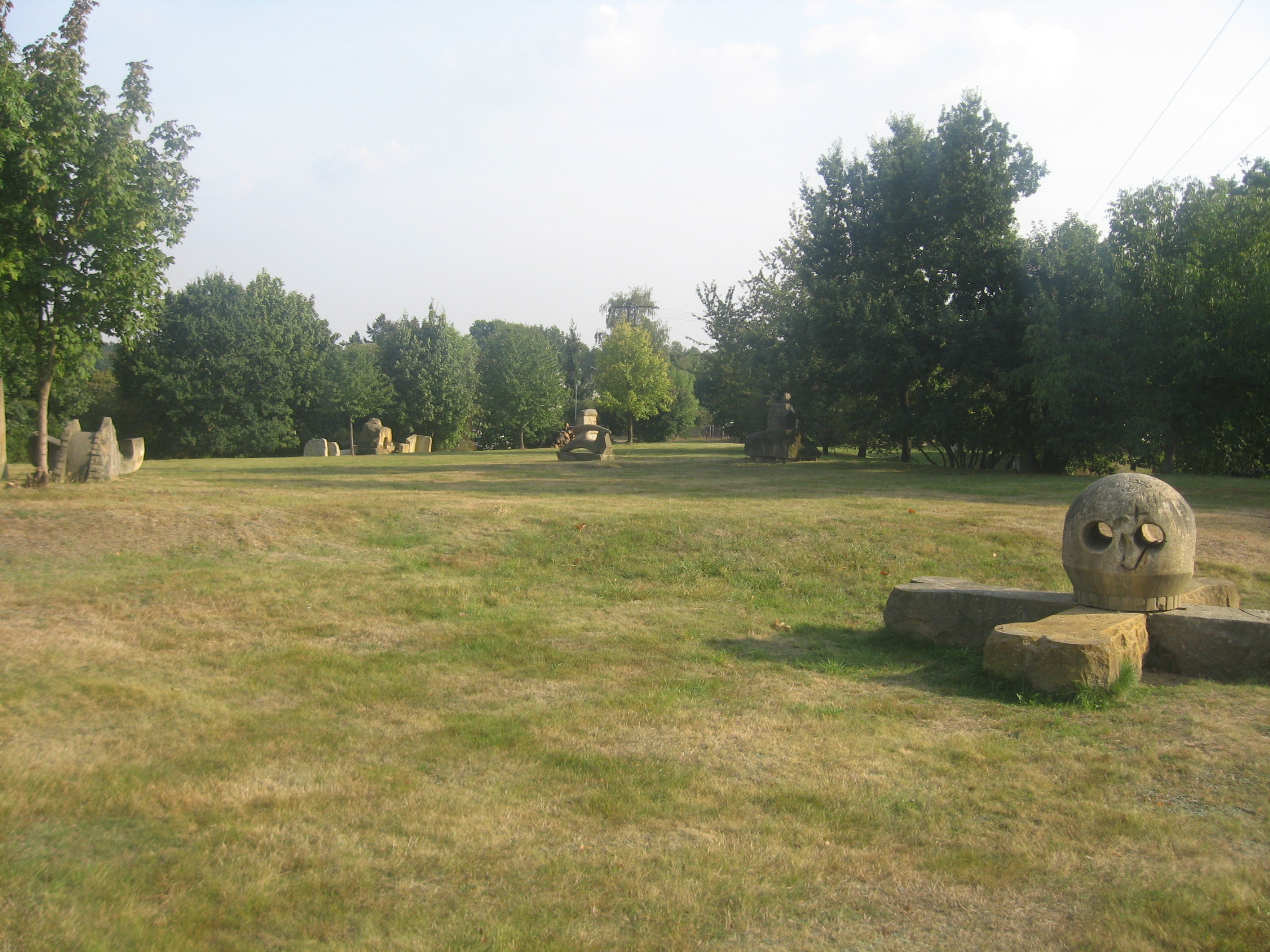
Sochařský park U svatého Josefa